# Saint-Loup (Manche)
Saint-Loup – miejscowość i gmina we Francji, w regionie Normandia, w departamencie Manche.
Według danych na rok 1990 gminę zamieszkiwało 460 osób, a gęstość zaludnienia wynosiła 71 osób/km² (wśród 1815 gmin Dolnej Normandii Saint-Loup plasuje się na 471. miejscu pod względem liczby ludności, natomiast pod względem powierzchni na miejscu 762.).